# گری کلارک
کلارک فردریک لامورو (انگلیسی: Clarke Frederick L'Amoreaux؛ زادهٔ ۱۶ اوت ۱۹۳۳) مشهور به گری کلارک بازیگر اهل ایالات متحده آمریکا است.

## گزیده نقش‌آفرینی‌ها
- پسر روزنامه فروش (۲۰۱۲)
- ویرجینیایی